# Твой первый час
Твой первый час (азерб. Ömrün ilk saatı) — советская драма 1973 года производства киностудии Азербайджанфильм.

## Синопсис
Фильм рассказывает о трёх поколениях азербайджанской династии нефтяников. У каждого из трёх поколений есть своя цель и идеал. В целом эти люди из трёх поколений сохранили свою приверженность к труду и жизненным позициям. Описываются события из 1920-х годов, времён ВОВ и послевоенного времени. Фильм заканчивается рождением ребёнка в квартире Мехтиева.

## Создатели фильма

### В ролях/Внутренний дубляж/Дубляж на русский язык
Гасан Турабов — Мехти Мехтиев (Армен Джигарханян)
Шахмар Алекперов — Юсиф Мехтиев(Армен Джигарханян)
Сергей Курилов — Мерешковский
Тофик Мирзаев — Асад (Гасан Аблуч, Александр Белявский)
Рафик Азимов — Садык (Садык Гусейнов, Герман Качин)
Лейла Шихлинская — любовница Азера
Гунар Плаценс — Улдис Вильисович (Ян Янакиев)
Садых Гусейнов— начальник милиции (Гасан Мамедов, Артём Карапетян)
Расим Балаев — Азер (Алексей Инжеватов)
Алескер Ибрагимов — большевик (Алиаббас Гадиров)
Мухтар Маниев — большевик
Рамиз Меликов
Бахадур Алиев — сосед
Ниджат Бакирзаде — сосед
Абдул Махмудов — фотограф
Дадаш Казымов — алкоголик
Гумрах Рагимов
Камиль Магаррамов- сотрудник милиции

#### Роли дублировали (в титрах не указаны; озвучивание ролей неизвестных актёров)
Сулейман Аскеров 
Юсиф Велиев — Александр Павлович
Эльхан Агагусейноглы — Ашот
Самандар Рзаев — агент
Гусейнага Садыков — Аббасов

### Административная группа
автор сценария: Рамиз Фаталиев
режиссёр-постановщик: Ариф Бабаев
оператор-постановщик: Расим Оджагов
художник-постановщик: Фикрет Багиров
композитор: Фарадж Гараев
звукооператор: Азиз Шейхов
оператор комбинированных съёмок: Хамза Ахмедоглу
художник комбинированных съёмок: Мирза Рафиев

## Награды и премии
Фильм был номинирован на 7-й Всесоюзный кинофестиваль, проходивший в Баку. Режиссёр Ариф Бабаев получил поощрительный диплом за раскрытие темы сюжета о преемственности рабочего класса, а также показ трёх поколений.